# Papilio noblei
Papilio noblei är en fjärilsart som beskrevs av De Nicéville 1889. Papilio noblei ingår i släktet Papilio och familjen riddarfjärilar. Inga underarter finns listade i Catalogue of Life.